# Blokada Cieśniny Otranto

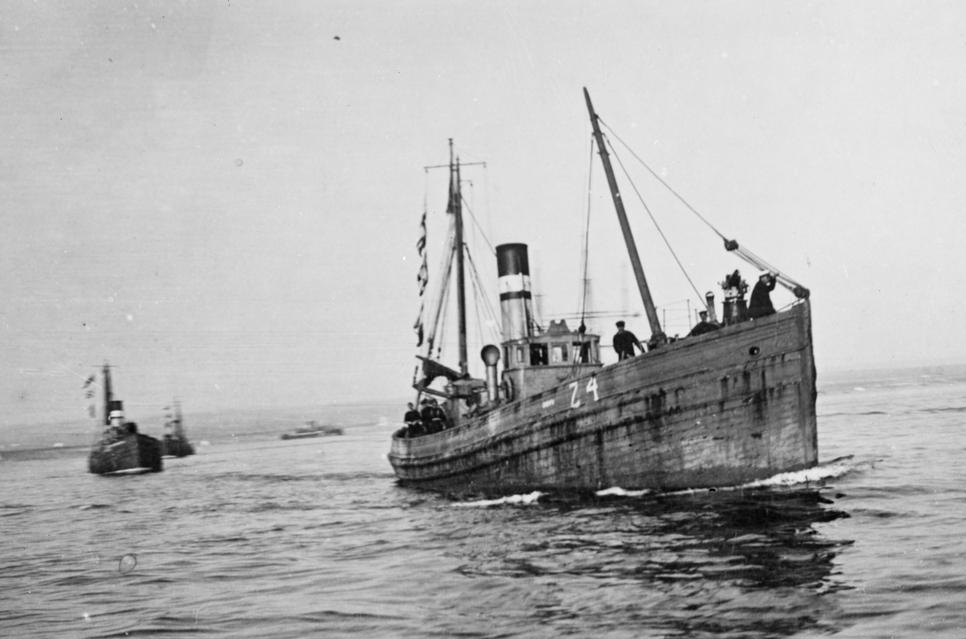
Brytyjskie Dryfter (jednostka rybacka) w drodze by zasilić blokadę

Blokada Cieśniny Otranto – aliancka blokada morska Cieśniny Otranto, znajdującej się pomiędzy Brindisi we Włoszech a grecką wyspą Korfu, mająca miejsce w czasie I wojny światowej. Blokada miała na celu uniemożliwienie Austro-Węgierskiej Marynarce Wojennej wpłynięcie na wody Morza Śródziemnego i zagrożenia alianckim operacjom w tamtym rejonie. Blokada była efektywna przeciwko okrętom nawodnym, lecz okręty podwodne z bazą w Kotorze nadal mogły nie niepokojone wpływać na Morze Śródziemne.

## Próba blokady

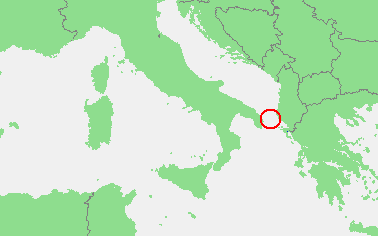
Umiejscowienie blokady

Cieśnina Otranto ma 75 km szerokości. Blokadę prowadziły głównie uzbrojone w 6-funtowe działa i bomby głębinowe dryftery. W 1915 roku, kiedy zaczynano blokadę, prowadziły ją dwie eskadry 20 dryfterów, wyposażonych w stalowe sieci, które miały zatrzymywać wrogie okręty podwodne lub przynajmniej informować o ich obecności jednostki na powierzchni. Trzecia eskadra stacjonowała w Brindisi. Dryftery wspierane były przez niszczyciele i lotnictwo. Jednak potrzeby kampanii dardanelskiej i innych operacji morskich pozostawiły blokadę bez odpowiednich środków do skutecznego powstrzymania okrętów podwodnych i w czasie wojny tylko austro-węgierski U-6 został złapany przez sieci. Później uznano, że cieśnina była zwyczajnie zbyt szeroka, by mogła być efektywnie zasieciowana, zaminowana lub patrolowana.
Łatwość, z jaką niemieckie i austriackie okręty podwodne przedzierały się przez blokadę (oraz ich sukcesy w utrudnianiu życia żegludze na całym Morzu Śródziemnym), mocno zawstydzały aliantów, a blokada nazwana została „dużym sitem, przez które U-Booty mogły bezkarnie przechodzić”. W latach 1917–1918 posiłki z marynarek australijskiej i amerykańskiej zwiększyły liczebność blokady do 35 niszczycieli, 52 dryfterów i ponad 100 innych okrętów. Jednak okręty podwodne nadal przechodziły przez blokadę do końca wojny i tylko wprowadzenie systemu konwojów i polepszenie koordynacji pomiędzy aliantami pozwoliło zmniejszyć straty.

## Rajdy i bitwy

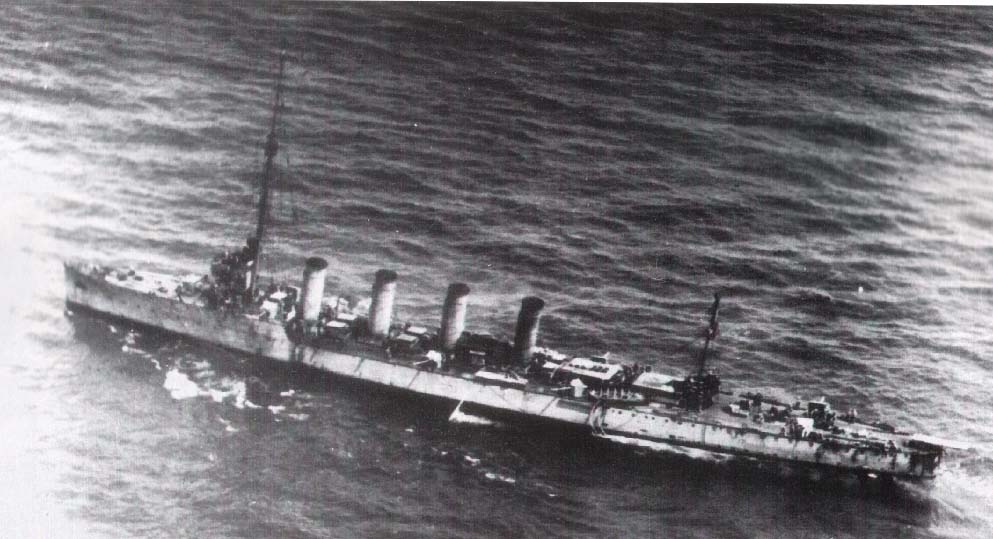
Uszkodzony austro-węgierski krążownik „Novara” po bitwie w Cieśninie Otranto, 15 maja 1917

Austriacy przeprowadzili kilka nocnych rajdów przeciwko blokadzie, pięć w 1915, dziewięć w 1916 i dziesięć w 1917 roku. Po rajdzie przeprowadzonym w grudniu 1916 roku przez cztery niszczyciele typu Huszár konferencja w Londynie uznała, że dryftery nie są odpowiednio chronione. Blokada została oddana pod dowództwo pojedynczego brytyjskiego oficera, komodora Algernona Heneage’a, który apelował, by do blokady użyć wszystkich dostępnych alianckich okrętów. Największy rajd został przeprowadzony nocą z 14 na 15 maja 1917 roku przez krążowniki „Novara”, „Helgoland” i „Saida”, wspierane przez niszczyciele „Csepel” i „Balaton” oraz austro-węgierskie okręty podwodne U-4 i U-27 razem z niemieckim UC-25 (działającym jako austro-węgierski U-89). Flotylla dowodzona przez komodora Miklósa Horthyego zatopiła 14 z 47 dryfterów i poważnie uszkodziła kolejne trzy.
Szyper Joseph Watt został później odznaczony Krzyżem Wiktorii za obronę swojego dryftera „Gowanlea” podczas ciężkiego ataku ze strony „Novary”. Brytyjskie lekkie krążowniki „Dartmouth” i „Bristol” razem z włoskimi i francuskimi niszczycielami pod generalnym dowództwem włoskiego kontradmirała Alfreda Actona wypłynęły z Brindisi w celu przechwycenia Austro-Węgrów, co wywołało bitwę w Cieśninie Otranto. Brytyjczycy uszkodzili „Saidę” i unieruchomili „Novarę”, a Horthy został ciężko ranny. Jednak brytyjskie krążowniki odeszły, gdy włoski oficer flagowy otrzymał wiadomość o dużych austriackich siłach wychodzących z Kotoru. „Saida” odholowała „Novarę” z powrotem do portu. „Dartmouth” został uszkodzony przez UC-25 w czasie, gdy wracał do Brindisi. Poprzedniej nocy ten sam okręt podwodny postawił pole minowe u wyjścia portu w Brindisi; tego samego dnia francuski niszczyciel „Boutefeu” uderzył w jedną z min podczas wychodzenia z portu i eksplodował, zabierając na dno całą załogę.
W czerwcu 1918 roku Horthy – w tym czasie dowódca austro-węgierskiej marynarki – zdecydował się przeprowadzić atak na blokadę, używając czterech pancerników typu Tegetthoff, będących najnowocześniejszymi we flocie, stacjonujących w głównej bazie marynarki austro-węgierskiej w Puli na wybrzeżu chorwackim. 10 czerwca, w czasie rejsu na południowy Adriatyk, „Szent István” został storpedowany i zatopiony przez włoski kuter torpedowy, przez co atak został odwołany.

## Dalsza lektura
- Halpern, Paul, The Battle of the Otranto Straits: Controlling the Gateway to the Adriatic in World War I. Bloomington, IN: Indiana University Press, 2004. ISBN 0-253-34379-8.